# Matt McMurry
Pas d'image ? Cliquez ici
Matthew Merrill McMurry, né le 24 novembre 1997, à Phoenix aux États-Unis, est un pilote automobile américain. En 2014, il est devenu le premier pilote de développement junior de Dyson Racing. Quelques mois plus tard, à l'âge de 16 ans et 202 jours, il devenait le plus jeune pilote à participer et à terminer les 24 Heures du Mans,,. Il est pilote de deuxième génération et fils de Chris McMurry, vainqueur des 12 Heures de Sebring dans la catégorie LMP2 en 2005.

## Palmarès

### 24 Heures du Mans
| Année | Écurie             | Copilotes                         | Voiture               | Classe | Tours | Pos. | Class Pos. |
| ----- | ------------------ | --------------------------------- | --------------------- | ------ | ----- | ---- | ---------- |
| 2014  | Caterham Racing    | Tom Kimber-Smith Chris Dyson      | Zytek Z11SN-Nissan    | LMP2   | 329   | 25e  | 11e        |
| 2017  | Algarve Pro Racing | Mark Patterson Vincent Capillaire | Ligier JS P217-Gibson | LMP2   | 330   | 32e  | 15e        |
| 2020  | Algarve Pro Racing | John Falb Simon Trummer           | Oreca 07-Gibson       | LMP2   | 365   | 12e  | 8e         |

### United SportsCar Championship
| Année | Ecurie                   | Châssis           | Moteur                      | Classe | 1      | 2      | 3       | 4       | 5      | 6      | 7       | 8     | 9       | 10    | 11      | 12      | Position | Points |
| ----- | ------------------------ | ----------------- | --------------------------- | ------ | ------ | ------ | ------- | ------- | ------ | ------ | ------- | ----- | ------- | ----- | ------- | ------- | -------- | ------ |
| 2015  | Michael Shank Racing     | Ligier JS P2      | Honda HR28TT 2,8 l V6 Turbo | p      | DAY 5  | SEB    | LBH     | LGA     | BEL    | WGI    | MOS     | ELK   | AUS     | ATL 9 |         |         | 18e      | 50     |
| 2015  | BAR1 Motorsports         | Oreca FLM09       | Chevrolet LS3 6,2 l V8 Atmo | PC     | DAY    | SEB    | LBH     | LGA     | BEL    | WGI 3  | MOS     | ELK 5 | AUS     | ATL   |         |         | 11e      | 116    |
| 2015  | JDC-Miller Motorsports   | Oreca FLM09       | Chevrolet LS3 6,2 l V8 Atmo | PC     | DAY    | SEB    | LBH     | LGA     | BEL    | WGI    | MOS 3   | ELK   | AUS 5   | ATL   |         |         | 11e      | 116    |
| 2016  | Park Place Motorsports   | Porsche 911 GT3 R | Porsche 4,0 l Flat-6        | GTD    | DAY 17 | SEB 17 | LBH     | LGA     | BEL    | WGI 8  | MOS     | LIM   | ELK     | VIR   | AUS     | ATL 12  | 21e      | 74     |
| 2016  | BAR1 Motorsports         | Oreca FLM09       | Chevrolet LS3 6,2 l V8 Atmo | PC     | DAY    | SEB    | LBH     | LGA 6   | BEL    | WGI 7  | MOS 6   | LIM 4 | ELK 5   | VIR   | AUS 4   | ATL     | 10e      | 138    |
| 2017  | Park Place Motorsports   | Porsche 911 GT3 R | Porsche 4,0 l Flat-6        | GTD    | DAY 24 | SEB 6  | LBH     | AUS     | BEL    | WGI 8  | MOS     | LIM   | ELK     | VIR   | LGA     | ATL 3   | 30e      | 85     |
| 2018  | Spirit of Daytona Racing | Cadillac DPi-V.R  | Cadillac 5,5 l V8 Atmo      | p      | DAY 20 | SEB 12 | LBH DNS | MDO DNS | BEL 13 | WGI 11 | MOS DNS | LIM   | ELK DNS | VIR   | WLS DNS | ATL DNS | 26e      | 68     |

### European Le Mans Series
| Année | Ecurie              | Châssis        | Moteur                      | Classe | 1       | 2      | 3      | 4      | 5       | 6      | Position | Points |
| ----- | ------------------- | -------------- | --------------------------- | ------ | ------- | ------ | ------ | ------ | ------- | ------ | -------- | ------ |
| 2014  | Greaves Motorsport, | Zytek Z11SN    | Nissan VK45DE 4,5 l V8 Atmo | LMP2   | SIL 4   | IMO 4  | RBR 6  | LEC 10 | EST 7   |        | 7e       | 38     |
| 2017  | Algarve Pro Racing  | Ligier JS P217 | Gibson GK428 4,2 l V8 Atmo  | LMP2   | SIL Ab. | MON NC | RBR NC | LEC 8  | SPA Ab. | POR 11 | 13e      | 4.5    |
| 2018  | Algarve Pro Racing  | Ligier JS P217 | Gibson GK428 4,2 l V8 Atmo  | LMP2   | SIL     | MON    | RBR    | LEC    | SPA 22  | POR    | 35e      | 0.25   |

### Asian Le Mans Series
| Année     | Ecurie             | Châssis     | Moteur                | Classe | 1     | 2   | 3     | 4   | Position | Points |
| --------- | ------------------ | ----------- | --------------------- | ------ | ----- | --- | ----- | --- | -------- | ------ |
| 2016-2017 | Algarve Pro Racing | Ligier JSP2 | Judd HK 3,6 l V8 Atmo | LMP2   | ZHU 2 | FUJ | THA 2 | SEP | 9e       | 36     |